# Symphonie no 9 de Henze
Pour les articles homonymes, voir Symphonie no 9.
La Symphonie no 9 est une symphonie chorale de Hans Werner Henze. Dédiée aux héros et martyrs de l'anti-fascisme allemand sur un texte écrit par le poète Hans-Ulrich Treichel d'après le roman d'Anna Seghers Das siebte Kreuz (La Septième Croix) qui relate la tentative d'évasion de sept prisonniers du camp de concentration de Westhofen, elle fut composée en 1997 et créée le 11 septembre 1997 par le RIAS Kammerchor : chœur de chambre du RIAS (Radio Berlin) et l'Orchestre philharmonique de Berlin dirigé par Ingo Metzmacher.

## Analyse de l'œuvre
1. Die Flucht (L'évasion)
2. Bei den Toten (Parmi les morts)
3. Bericht der Verfolger (Rapport des poursuivants)
4. Der Platane spricht (Le platane parle)
5. Der Sturz (La chute)
6. Nachts im Dom (De nuit dans la cathédrale)
7. Die Rettung (Le sauvetage)